# Fotorrejuvenecimiento
El fotorrejuvenecimiento es un tratamiento de la piel que utiliza láseres, luz pulsada intensa o terapia fotodinámica para tratar las afecciones de la piel y eliminar los efectos del fotoenvejecimiento, como las arrugas, las manchas y las texturas. El proceso induce heridas controladas en la piel. Esto hace que la piel se cure sola, creando nuevas células. Este proceso, hasta cierto punto, elimina los signos del fotoenvejecimiento. La técnica fue inventada por Thomas L. Roberts III, empleando láseres de CO2 en la década de 1990. Las complicaciones observadas incluyen cicatrización, hiperpigmentación, acné y herpes.

## Rejuvenecimiento de la piel
El rejuvenecimiento de la piel se puede efectuar a través de varias modalidades, que incluyen térmica, química, mecánica, inyección y luz.

## Rejuvenecimiento con láser

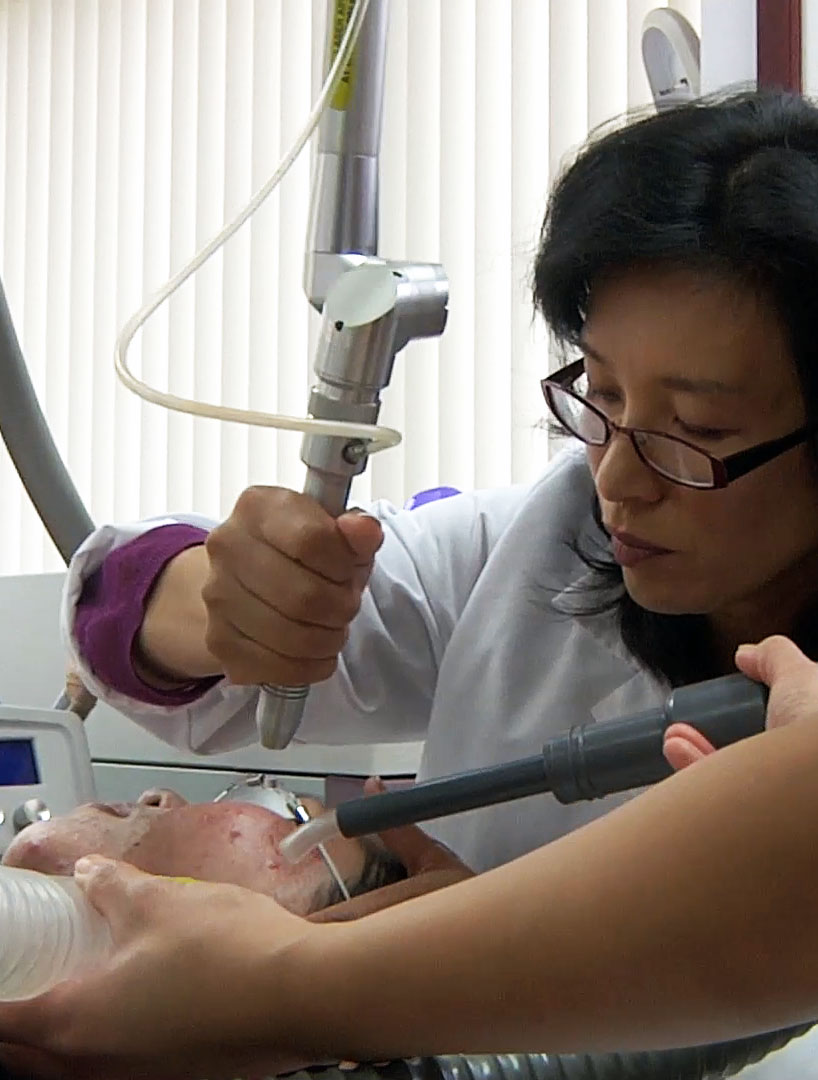
Un médico que realiza un rejuvenecimiento con láser usando un láser de erbio

El rejuvenecimiento con láser es una técnica de cirugía láser que disocia los enlaces moleculares. Se utiliza para el tratamiento de arrugas, lentígenos solares, daño solar, cicatrices (cicatrices de acné y cicatrices quirúrgicas), estrías, queratosis actínicas y telangiectasias. Se puede combinar con la liposucción para ayudar a tensar y suavizar los nuevos contornos después de eliminar el exceso de grasa. El rejuvenecimiento puede ser ablativo, que vaporiza el tejido y crea heridas, o no ablativo, que mantiene la piel intacta.
El rejuvenecimiento con láser generalmente se realiza con un Er:YAG láser de 2940 nm o un láser de CO2 de 10.600 nm. Primero se ejecutó un rejuvenecimiento completo con un láser de CO2. Tanto el Erbio como el CO2 se utilizan para tratar las arrugas profundas, el daño solar y las manchas de la edad. A través del calentamiento de la dermis profunda, los fibroblastos son estimulados para formar colágeno y elastina nuevos, lo que ayuda a aumentar la turgencia y el grosor de la piel. Se han desarrollado una variedad de modos que incluyen láseres Nd:Yag y un dispositivo de plasma.
Se ha demostrado que el rejuvenecimiento con CO2 tiene un mayor riesgo de hipopigmentación y cicatrización que los láseres de erbio. Esto se debe al alto grado de coagulación y, por lo tanto, a la producción de calor que se produce como parte de la naturaleza de la longitud de onda del CO2.

## láser fraccionado
La fototermólisis láser fraccional (FP) es una forma de rejuvenecimiento cutáneo basado en láser, con varios dispositivos en el mercado. Un láser fraccional envía luz láser a la piel. Se pueden usar cientos o miles de puntos láser por pulgada cuadrada, dejando piel saludable entre las áreas ablacionadas.
Las complicaciones observadas en un estudio de 961 tratamientos incluyeron brotes de acné y herpes. Ha habido relatos negativos anecdóticos de mala cicatrización e hiperpigmentación.
Los sistemas fraccionados de erbio y CO2 tienen un mejor perfil de seguridad que los láseres del pasado.

## Luz pulsada intensa
La luz pulsada intensa (IPL) utiliza lámparas de destellos (y no láseres) para producir luz de alta intensidad en longitudes de onda visibles e infrarrojas amplias con filtros que seleccionan el rango deseado. La IPL se emplea para tratar la discromía, la rosácea, el melasma, el acné, el daño solar, las lesiones vasculares y pigmentadas y las arrugas.

Un estudio realizado por un grupo de cuatro investigadores del Weill Cornell Medical College de la Universidad de Cornell en 2004 encontró que la IPL es:
"...un método no invasivo y no ablativo para rejuvenecer la piel fotoenvejecida con efectos adversos mínimos".
Sin embargo, otros estudios han señalado que exponer las células al calor directo puede causar daños en el ADN, no solo en esas células, sino también en el tejido circundante que no estuvo directamente expuesto, y concluyeron que los tratamientos pueden causar lesiones térmicas microscópicas, y que se justifica una mayor investigación. .
La IPL es eficaz para la pigmentación y las telangiectasias, pero tiene menos resultados para las arrugas.

## Terapia fotodinámica
La terapia fotodinámica (PDT) utiliza compuestos fotosensibles que se activan con la luz. Se emplea para tratar las queratosis actínicas, el acné, el fotoenvejecimiento y el cáncer de piel.